# روث هايمان
روث هايمان (بالإنجليزية: Ruth Hayman)‏ هي محامية جنوب أفريقية، ولدت في 1913، وتوفيت في 1981 في لندن في المملكة المتحدة.